# Claoxylon insigne
Claoxylon insigne är en törelväxtart som beskrevs av Airy Shaw. Claoxylon insigne ingår i släktet Claoxylon och familjen törelväxter. Inga underarter finns listade i Catalogue of Life.